# 抗联密营
抗联密营，是中国共产党领导的东北抗日联军在深山密林中开展对抗日军侵略的秘密的宿营地。其广泛存在于东北各个崇山峻岭之中，可以为宿营地提供很好的掩护作用，但是蚊虫猛兽以及自然条件的恶劣都在不断的考验着抗联战士。
密营的发现是广大中国东北人民自强不息，保卫祖国的历史证明，更是成为日本侵略东北地区的铁证之一。